# Blaze of Glory (singolo)
Blaze of Glory è una canzone scritta da Jon Bon Jovi, singolo di debutto da solista del cantante e dell'omonimo album Blaze of Glory del 1990. Il brano, che vede la partecipazione di Jeff Beck, come chitarrista solista, è l'elemento portante della colonna sonora del film Young Guns II - La leggenda di Billy the Kid. Tale fatto lo portò a ricevere un Golden Globe e una candidatura come migliore canzone agli Oscar del 1991, piazzandosi secondo nella graduatoria generale dietro a Sooner or Later (I Always Get My Man) di Stephen Sondheim (prodotta per il film Dick Tracy).
Nonostante non sia stata pubblicata dalla band intera, ma solo da Jon come solista, viene regolarmente eseguita dal vivo dai Bon Jovi e rientra in diverse pubblicazioni, come i Greatest Hits Cross Road e Greatest Hits, e le registrazioni dal vivo Live from London e Live at Madison Square Garden.

## Videoclip
Il videoclip di Blaze of Glory vede Jon Bon Jovi mentre esegue il brano in un alto luogo deserto e dissestato, con una chitarra in mano. Alle spalle del cantante, scorrono alcune immagini del film Young Guns II su uno schermo, che alla fine del video va in fiamme.